# Kapel Onze-Lieve-Vrouw ter Eecken
De Kapel Onze Lieve Vrouw ter Eecken is een kapel in het dorp Kapellebrug in de Nederlandse gemeente Hulst.
In eerste instantie was de kapel mogelijk een kapel ter verering van Sint Joris en is pas later overschaduwd door de verering van Maria. Vele bezochten deze kapel om er te genezen van koortsen en ziekten, hetgeen ervoor zorgde dat de kapel uitgroeide tot een bedevaartsoord.
De kapel was gebouwd aan de Gentsevaart, een toenmalig kanaal voor de turfvaart.

## 1459
Eerste vermelding in de archieven van Hulst vindt plaats onder de vermelding van "onser Vrouwen ter Eecken".

## 1578
In 1578 werd de kapel verwoest door de Watergeuzen. In deze kapel moet volgens de overlevering een Mariabeeld hebben gestaan met een zwart kleed.

## 1622
Legier Cardon, de deken van Hulst, stuit in 1622 op de restanten van de in 1578 verwoeste kapel. Deze ruïne lag aan de grens van zijn decanaat. De plaats werd nog steeds als heilige plaats vereerd door de vondst van offers en kaarsen. Ook werd er verteld dat er mensen waren die er genezing hadden gevonden. Door overlevering wist men te vertellen dat de plaats vroeger door de monniken uit de Abdij van Boudelo er 's zaterdags zonder verplichtingen een mis opgedragen werd uit pure devotie.

## 1623
De deken Cardon rapporteert de gevonden gegevens aan de bisschop van Gent, monseigneur Antonius Triest. Deze geeft op 16 mei toestemming aan deken Cardon om op de oude plaats een nieuwe kapel te bouwen. Gedeeltelijk op de oude fundering werd op zondag 2 juli de eerste steen gelegd voor het koor van een nieuwe kapel. Op 9 september komt de bisschop naar de Kapel om hem in te wijden.

## 1626
In 1626 is het koor verder uitgebouwd. De ruimte werd hierdoor ongeveer driemaal zo groot.
Over de inrichting van de kapel is weinig bekend. Behalve het Mariabeeld bezat men een altaartafereel van Jezus, Maria en Jozef, geschonken door de Antwerpse koopman Jacques de Man. Verder heeft aan de muur nog een ingelijste pauselijke aflaatbul gehangen.

## 1640
In 1640 zijn nog twee biechtstoelen en twee marmeren wijwaterschelpen aangeschaft.
In verband met een wonderbaarlijke genezing zijn er twee aktes bewaard. De eerste akte gaat over de genezing van een jongetje Niclays de Cock dat in 1640 ernstig ziek werd. De moeder van de jongen en zijn zus brachten hem naar de kapel en deden daar hun devotie. Eenmaal thuisgekomen verdween de koorts onmiddellijk en werd de jongen gezond. De verklaring werd afgelegd door: Pieter de Cock, ongeveer 52 jaar oud, inwonend poorter van Hulst; Agneta Leys, vrouw van Pieter, oud 42 jaar oud en Cathelyne de Cock, dochter van Pieter, en vrouw Guillame de Beer, oud 20 jaar.

## 1645
In de Tachtigjarige Oorlog, met name bij het beleg van 1645 door Frederik Hendrik, werd de kapel gebruikt als hoofdkwartier van de staatse legers. Als gevolg van de Reformatie verplaatste de verering zich naar De Klinge, over de grens, en is de kapel in onbruik geraakt.

## 1686
De kapel was zo vervallen geraakt dat deze voor 1686 afgebroken werd.

## 1933
Omstreeks 1933, bij de afbraak van een café, vond men de fundamenten van de "d'Ou-Kapel", zoals die in de volksmond werd genoemd.

## 1935
Naar aanleiding van historisch onderzoek en een toneelspel alsmede herleving van de devotie in de jaren dertig werd in 1935 besloten een nieuwe kapel te bouwen op de oude plaats. Deze nieuwe "Mariakapel" is een uit baksteen opgebouwde kapel met beêweg ontworpen door architect F. P. Joseph Rouleau. De kapel heeft een afmeting van circa achttien bij zes en een halve meter en er kunnen ongeveer tachtig mensen plaatsnemen.
Het beeld van Onze Lieve Vrouw Ter Eecken staat boven het altaar.
In de voorgevel en achtergevel bevinden zich zeven smalle hoge vensters, die de zeven kruisdragers uit het "spel der crucen" symboliseren.
Zes glas-in-loodramen in de zijgevels vertellen de geschiedenis van de verering.
In de zijkapel zijn zes glas-in-loodramen aangebracht die de historie van de kapel voorstellen.
De beêweg beeldt de zeven smarten van Maria uit. De 7 staties en het beeld zijn ontworpen door Simon Goossens uit Antwerpen. Deze beêweg loopt links om met aan het begin "de voorspelling van Simeon", vervolgens "de vlucht naar Egypte". Als derde voorstelling "het verlies in de tempel", als vierde "ontmoeting op den kruisweg". De vijfde voorstelling is de "kruisiging en dood van Jezus" en als zesde "afname van het kruis".
Vooraan bevindt zich als laatste statie een vijf meter hoog betonnen kruisbeeld met haar gestorven zoon. De tekst luid als volgt: "Troosteres der bedroefden". In het voetstuk van het beeld werden stenen verwerkt afkomstig van de fundamenten van de eerste twee kapellen. Naast het beeld staat een gemetselde spreekstoel.

## 1948
Als men door het toegangshek gaat ligt de kapel aan de rechterkant. Links van het hek staat een Mariamonument met een voorstelling van zeven smarten ontworpen door Jacques Stephanus. Het is in 1948 geschonken door toneel vereniging Sint Jan, ter nagedachtenis van J. A. Everaard, en onthuld op 2 mei 1948. Op de sokkel staat "zolang op aard zijn kruis en pijn, zolang zal ik der mensen moeder zijn".

## 1969
Boven de ingang is van de kapel is een gebrandschilderd glas geplaatst dat in 1969 geschonken is door toneelvereniging Sint Jan. Het ontwerp is van Roeland Massa uit Sint-Niklaas, de uitvoering van Albert Mestdagh uit Gent.

## 1990
In 1990 is de kapel met tuin gerestaureerd.

## 2006
Heden ten dage bezoeken zo'n 30 mensen per dag de kapel Ter Eecken om er een kaars aan te steken of te bidden. De huidige kapel ligt aan de oostzijde van de weg Hulst - Sint-Niklaas.